# ینس ینسن
ینس ینسن (انگلیسی: Jens Jensen; ۱۳ سپتامبر ۱۸۶۰ – ۱ اکتبر ۱۹۵۱) معمار و سیاست‌مدار اهل ایالات متحده آمریکا بود.